# هم‌محور

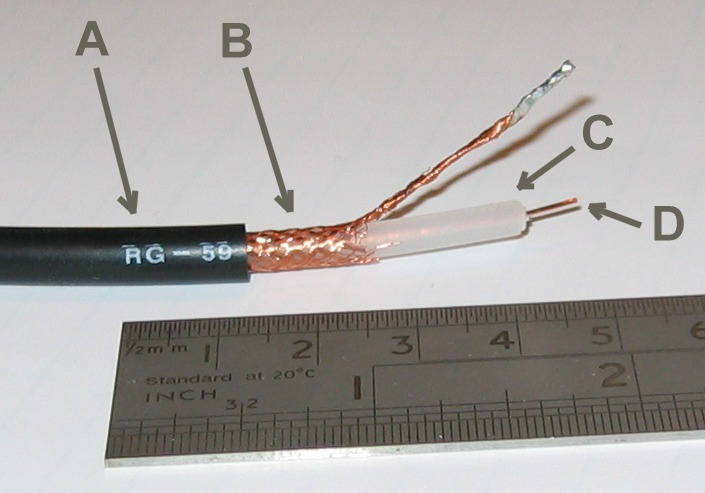
یک کابل کواکسیال RG-59

در هندسه، هم‌محور یا کواکسیال به این معنی است که دو یا چند شکل خطی سه-بعدی دارای یک محور مشترک هستند؛ بنابراین، شکل‌های خطی هم‌مرکز در سه-بعد است.
یک کابل کواکسیال، به عنوان یک مثال معمول، یک ساختار خطی سه-بعدی است. یک سیم رسانا در مرکز (D)، یک رسانای بیرونی محیطی (B) و یک محیط نارسانا به نام دی‌الکتریک (C) دارد که این دو رسانا را جدا می‌کند. رسانای خارجی معمولاً در یک محافظ بیرونی پی‌وی‌سی پوشش (A) روکش شده‌است. همه اینها یک محور مشترک دارند.